# Picconia excelsa
Picconia excelsa — вид рослин з родини маслинові (Oleaceae), ендемік Мадейри та Канарських островів.

## Опис
Цей вид — дерево, яке виростає до 15(20) м, характеризується білуватою корою. Листки коротко черешкові, пластини від яйцеподібної до ланцетної форми, 4.5–13 см завдовжки і шириною 1–5.5 см, шкірясті, гладкі, темно-зелені, блискучі, цілокраї. Суцвіття — 1–5 см завдовжки, складаються з 6–12 квіток. Квіти білі. Плід — чорна кістянка.

## Поширення
Ендемік Мадейри (о. Мадейра) та Канарських островів (Тенерифе, Пальма, Ієрро, Гомера, Гран-Канарія та Фуертевентура).
Вид можна знайти між 200 і 1200 м над рівнем моря. Трапляється в лаврових лісах, є важливим елементом лаврових лісів.

## Використання
Використовується для лісонасадження, а іноді як декоративний вид. Деревина цього виду була використана у столярному виробництві. На Мадейрі цей вид також використовувався в будівництві.

## Загрози та охорона
На Мадейрі це дерево було виявлено частіше на півдні в минулому, однак через історичне розширення сільського господарства та збезлісення, діапазон виду обмежується північчю острова. Нині головною загрозою є інвазивні види рослин, які можуть вплинути на частоту пожеж. Неконтрольована експлуатація лісових ресурсів на островах, Ла-Пальма й Тенерифе, впливає на вид.
На Канарських островах він знаходиться в кількох природоохоронних територіях, таких як Національний парк Гарахоне, а також в об'єктах Natura 2000. Цей вид включено до регіонального законодавства на Канарських островах. На Мадейрі вид виявлений у Природному парку Мадейри, об'єкті всесвітньої спадщини та об'єктах Natura 2000. Управління інвазивними видами на Мадейрі було б корисним.

## Галерея

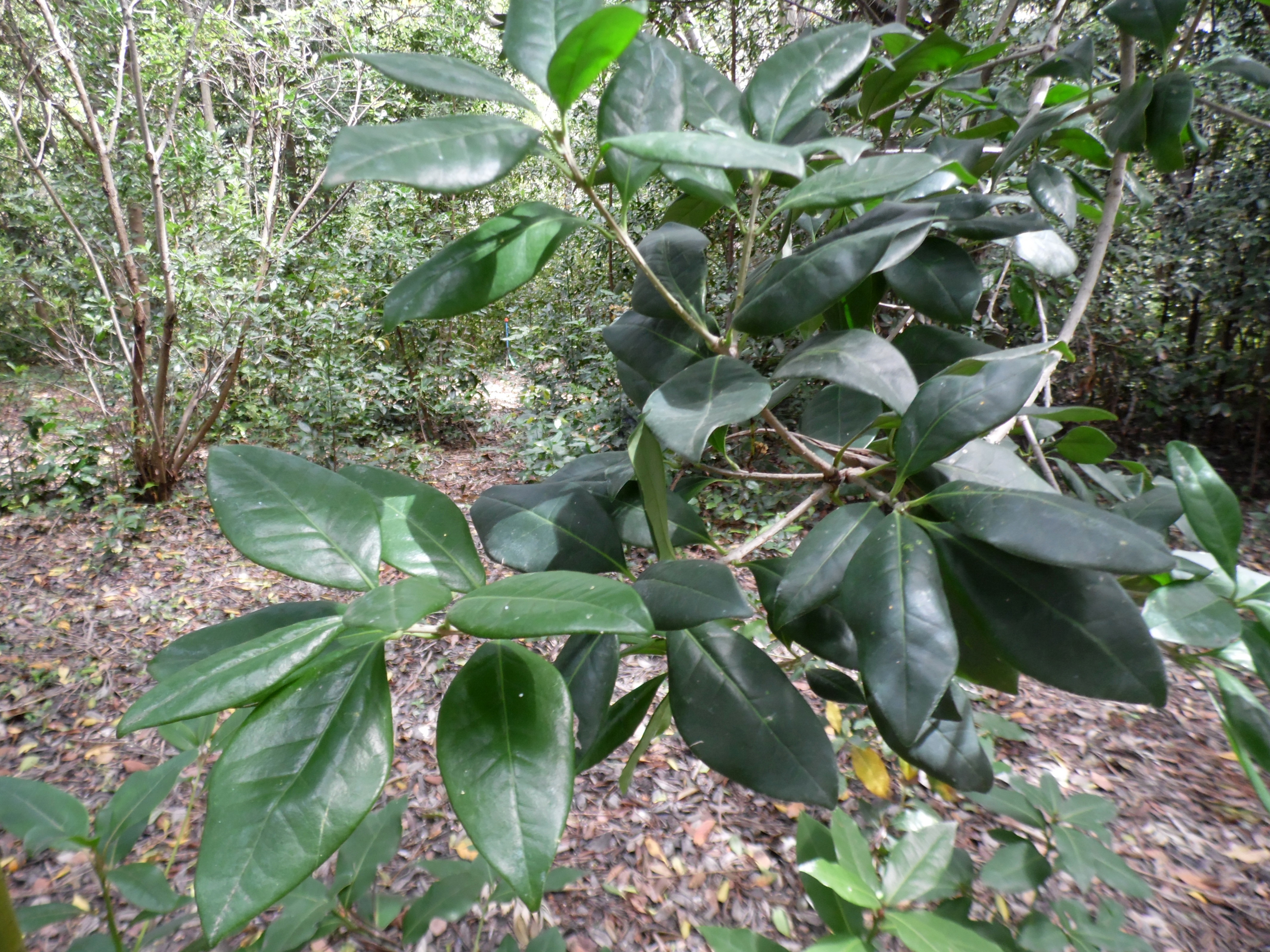
листя
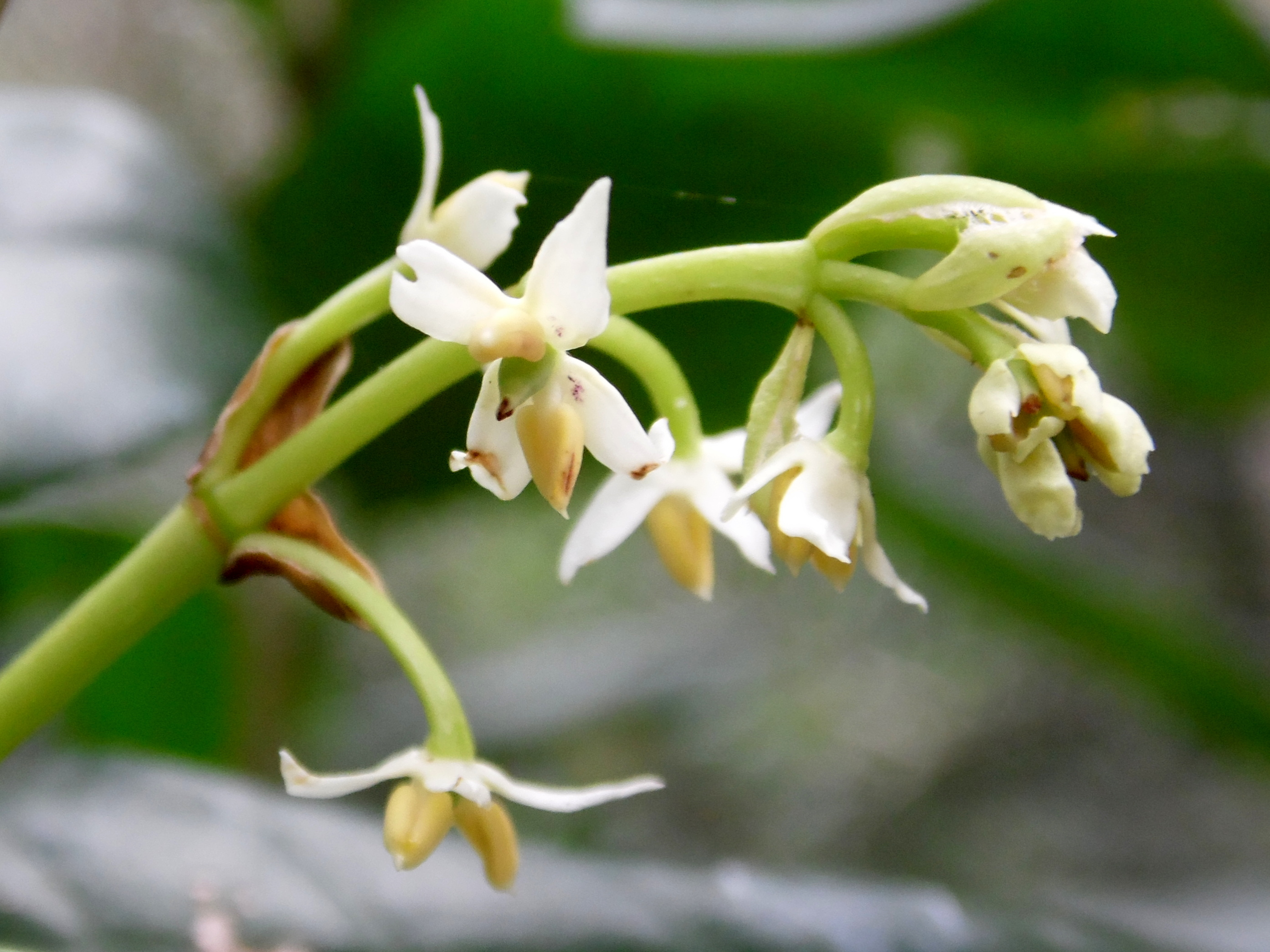
квіти